# Velika nagrada Kranja 1999
Velika nagrada Kranja 1999 je bila 32. izvedba Velike nagrade Kranje in 4. memorial Filipa Majcna. Dirka je bila drugič organizirana kot večetapna dirka, ki je potekala od 18. do 20. junija 1999. Obsegala je tri etape, ki so potekale okoli mesta Kranj. Uvrščena je bila na koledar UCI, kot dirka 2.5 kategorije. Tehnični direktor dirke je bil Franci Hvasti. 
Zmagovalec je bil Igor Kranjec (Perutnina Ptuj-Radenska Rog), pred Janom Bratkowskim (Nardi) in Urošem Murnom (Krka Telekom). 
Dirka je veljala po imenih za najmočnejšo v Sloveniji leta 1999. Nastopili so štirje svetovni prvaki(Ivan Basso, Fabio Malberti, Kurt Asle Aversen, Giuseppe Palumbo), znani kolesarji (Uwe Peschel, Endrio Leoni, Biagio Conte) in devet profesionalnih ekip iz Italije (Riso Scotti, Amore&Vita, Amica Chips, Liquigas), Nemčije (Gerolsteiner, Olympia Dortmund), Slovenije (Krka Telekom). Skupaj je bil na štartu 21 ekip. 
Prva etapa se je zaključila s šprintom glavnine, najboljši je bil Uroš Murn (Krka), pred Aversnom in Kranjcem. Najtežja in odločilna etapa je bila s ciljem na Šmarjetni Gori. Prvi je bil Jan Bratowski, skupno vodstvo prevzel Igor Kranjec, ampak isti čas sta imela tudi Murn in Bratowski. Zmaga se odločila v šprintu zadnje, 3. etape, ki jo zmagal Kranjec, medtem ko je padel Murn, Bratowski pa zaostal.
Dirka se je izkazala za zelo izenačeno, tako za etapne zmage kot skupno razvrstitvijo. 

## Trasa in etape
| 1.     | 18. maj | Kranj – Kranj          | 137,6 km (86 mi)    | Uroš Murn           |                     |                     |                     |
| 2.     | 19. maj | Kranj – Šmarjetna Gora | 159,8 km (99 mi)    | Jan Bratkowski      |                     |                     |                     |
| 3.     | 20. maj | Kranj – Kranj          | 146 km (91 mi)      | Igor Kranjec        |                     |                     |                     |
| Skupno | Skupno  | 443,4 km (275,5 mi)    | 443,4 km (275,5 mi) | 443,4 km (275,5 mi) | 443,4 km (275,5 mi) | 443,4 km (275,5 mi) | 443,4 km (275,5 mi) |

## Končna razvrstitev
| Uvr. | Kolesar          | Ekipa                       | Čas         |
| ---- | ---------------- | --------------------------- | ----------- |
| 1.   | Igor Kranjec     | Perutnina Ptuj-Radenska Rog | 10h 27' 20" |
| 2.   | Jan Bratkowski   | Nardi                       | + 10"       |
| 3.   | Uroš Murn        | Krka Telekom                | + 10"       |
| 4.   | Branko Filip     | Gerolsteiner                | + 16"       |
| 5.   | Saša Sviben      | Perutnina Ptuj-Radenska Rog | + 20"       |
| 6.   | Gianluca Tonetti | Selle Italia                | + 20"       |
| 7.   | Ellis Rastelli   | Liquigas - Pata             | + 40"       |
| 8.   | Sandi Šmerc      | Savaprojekt                 | + 49"       |
| 9.   | Oscar Pozzi      | Riso Scotti                 | + 55"       |
| 10.  | Boris Premužič   | Perutnina Ptuj-Radenska Rog | + 1' 04"    |

| Uvr. | Kolesar      | Ekipa        | Točke |
| ---- | ------------ | ------------ | ----- |
| 1.   | Gregor Zajc  | Savaprojekt  | 13    |
| 2.   | Luke Robert  | Avstralija   | 11    |
| 3.   | Lutz Lehmann | DHFK Leipzig | 6     |

| Uvr. | Kolesar        | Ekipa                       | Točke |
| ---- | -------------- | --------------------------- | ----- |
| 1.   | Oscar Pozzi    | Riso Scotti                 | 11    |
| 2.   | Boris Premužič | Perutnina Ptuj-Radenska Rog | 8     |
| 3.   | Branko Filip   | Gerolsteiner                | 5     |

| Uvr. | Kolesar          | Ekipa             | Točke |
| ---- | ---------------- | ----------------- | ----- |
| 1.   | Igor Kranjec     | Navigare - Gaerne | 22    |
| 2.   | Jan Bratkowski   | Nardi             | 18    |
| 3.   | Enrico Poitschke | RSC Cottbus       | 10    |

| \| Uvr. \| Kolesar \| Ekipa \| Čas \| \| ---- \| --------------- \| -------------- \| ----------- \| \| 1. \| Matej Stare \| Sava \| 10h 28' 51" \| \| 2. \| Marko Žepič \| Sava \| + 6' 15" \| \| 3. \| Radoslav Rogina \| Perutnina Ptuj \| + 6' 24" \| \| 4. \| Martin Čotar \| Sava \| + 7' 00" \| \| 5. \| Čerefan \| Slovaška \| + 7' 18" \| |                 |                |             |
| Uvr. | Kolesar         | Ekipa          | Čas         |
| 1. | Matej Stare     | Sava           | 10h 28' 51" |
| 2. | Marko Žepič     | Sava           | + 6' 15"    |
| 3. | Radoslav Rogina | Perutnina Ptuj | + 6' 24"    |
| 4. | Martin Čotar    | Sava           | + 7' 00"    |
| 5. | Čerefan         | Slovaška       | + 7' 18"    |